# Audace Foot-Ball Club 1924-1925
Questa voce raccoglie le informazioni riguardanti l'Audace Foot-Ball Club nelle competizioni ufficiali della stagione 1924-1925.

## Rosa
| N. |                   | Ruolo | Calciatore        |
| -- | ----------------- | ----- | ----------------- |
|    | Italia (bandiera) | P     | Luigi Coretti     |
|    | Italia (bandiera) | D     | Russo             |
|    | Italia (bandiera) | D     | Giuseppe Scotti   |
|    | Italia (bandiera) | D     | Cosimo Minetola   |
|    | Italia (bandiera) | C     | Giovanni Sardella |
|    | Italia (bandiera) | C     | Gomes             |
|    | Italia (bandiera) | C     | Rossi             |

| N. |                   | Ruolo | Calciatore             |
| -- | ----------------- | ----- | ---------------------- |
|    | Italia (bandiera) | C     | Dal Maso               |
|    | Italia (bandiera) | A     | Vitale                 |
|    | Italia (bandiera) | A     | Lo Prieno I            |
|    | Italia (bandiera) | A     | Gallo                  |
|    | Italia (bandiera) | A     | Nicola De Lorenzo (II) |
|    | Italia (bandiera) | A     | Aurelio Sculto         |
|    | Italia (bandiera) | A     | Bonivento              |

## Risultati

### Prima Divisione

#### Girone pugliese

##### Girone di andata
| 16 novembre 1924 1ª giornata |  | – Turno di riposo |  |  |

| Taranto 23 novembre 1924 2ª giornata | Audace Taranto  | 2 – 0 A tav. | Tarantina | \| Arbitro: \| Tiberini (Bari) \| |
| Arbitro:                             | Tiberini (Bari) |              |           |                                   |

| Arbitro: | Barra (Napoli) |

|                  |           |  |
| Russo 69’ (aut.) | Marcatori |  |

| Arbitro: | Reichlin (Napoli) |

|                                            |           |              |
| Lo Prieno I ?’ (rig.) Di Lorenzo II ?’, ?’ | Marcatori | 90’ Bertucci |

| 14 dicembre 1924 5ª giornata |  | – Turno di riposo |  |  |

| Bari 21 dicembre 1924 6ª giornata | FBC Bari         | 0 – 0 | Audace Taranto | \| Arbitro: \| Cugnini (Ancona) \| |
| Arbitro:                          | Cugnini (Ancona) |       |                |                                    |

| Arbitro: | Barionovi (Roma) |

|                              |           |                      |
| Dal Maso 10’ Lo Prieno I 42’ | Marcatori | Baragiotto 76’ Hajdu |

| 11 gennaio 1925 8ª giornata |  | – Turno di riposo |  |  |

##### Girone di ritorno
| Arbitro: | Fornarelli (Bari) |

|  |           |                               |
|  | Marcatori | ?’, ?’ Bonivento Gallo Sculto |

| 1 febbraio 1925 10ª giornata |  | – Turno di riposo |  |  |

| Arbitro: | Cinti (Roma) |

|                   |           |               |
| De Lorenzo II 47’ | Marcatori | Guidobaldi II |

| Arbitro: | Galassi (Roma) |

|                               |           |       |
| Bertucci ?’, ?’ Cazzato I 85’ | Marcatori | Rossi |

| 22 febbraio 1925 13ª giornata |  | – Turno di riposo |  |  |

| Arbitro: | Fontana (Bologna) |

|  |           |                 |
|  | Marcatori | 19’ Lo Prieno I |

| 8 marzo 1925 15ª giornata |  | – Turno di riposo |  |  |

| Arbitro: | Mammalucchi (Bari) |

|                                             |           |  |
| Bonivento ?’, ?’, ?’, ?’ Lo Prieno I ?’, ?’ | Marcatori |  |

## Statistiche

### Statistiche di squadra
| Competizione                      | Punti | In casa | In casa | In casa | In casa | In casa | In casa | In trasferta | In trasferta | In trasferta | In trasferta | In trasferta | In trasferta | Totale | Totale | Totale | Totale | Totale | Totale | DR  |
| Competizione                      | Punti | G       | V       | N       | P       | Gf      | Gs      | G            | V            | N            | P            | Gf           | Gs           | G      | V      | N      | P      | Gf     | Gs     | DR  |
| --------------------------------- | ----- | ------- | ------- | ------- | ------- | ------- | ------- | ------------ | ------------ | ------------ | ------------ | ------------ | ------------ | ------ | ------ | ------ | ------ | ------ | ------ | --- |
| Prima Divisione (girone pugliese) | 13    | 5       | 3       | 2       | 0       | 14      | 4       | 5            | 2            | 1            | 2            | 6            | 4            | 10     | 5      | 3      | 2      | 20     | 8      | +12 |

### Statistiche dei giocatori
| Giocatore          | Prima Divisione | Prima Divisione |
| Giocatore          | Presenze        | Reti            |
| ------------------ | --------------- | --------------- |
| Bonivento          | 5               | 6               |
| L. Coretti         | 10              | -8              |
| Dal Maso           | 8               | 1               |
| N. De Lorenzo (II) | 10              | 3               |
| Gallo              | 10              | 1               |
| Gomes              | 5               | 0               |
| Lo Prieno (I)      | 9               | 5               |
| Minetola           | 3               | 0               |
| Rossi              | 10              | 1               |
| Russo              | 9               | 0               |
| G. Sardella        | 9               | 0               |
| G. Scotti          | 8               | 0               |
| Sculto             | 6               | 1               |
| Vitale             | 8               | 0               |